# 原女性主义
原女性主义是一个哲学的传统，指现代女性主义的概念尚不明确的这个时期，比如20世纪 以前。随着18世纪的女性主义和19世纪女性主义被纳入“女性主义”，原女性主义的准确用法也受到了阻碍。原女性主义这个术语的用处遭受到了一些当代学者的质疑，后女性主义这个术语也一样。

## 历史

### 古希腊
《理想国》里，柏拉图阐述道，在理想状态下，女人应同男人一起工作，接受平等的教育并且在各方面享受平等的地位。唯一的涉及限制妇女的工作在是那些力气活。

### 欧洲中世纪
根据圣经当中夏娃的原罪，这个时期对于女性的主要观点是女性在智力和道德上都不及男性。这成为了当时用来限制女性的理由，这些限制包括女性不允许拥有自己的财产，以及时时刻刻要遵从父亲和丈夫。 但这种观点即便在中世纪也遭到了反对。

### 瓦特·泰勒农民起义时期的女性
1381年的英格兰农民反抗是一次反对农奴制的运动，其中许多女性扮演了重要角色。1381年6月14日， 大法官兼坎特伯雷大主教西蒙·苏伯里被拖出伦敦塔斩首。 领头人约翰娜·费洛尔（Johanna Ferrour）因苏柏里实行苛刻的人头税而下此令。当时的财政大臣罗伯特·霍尔斯（Sir Robert Hales）也因参与制定苛税而被砍头。费洛尔除了领导了这些反叛之外还放火烧了索维伊宫（Savoy Palace），并偷走了公爵的金库。首席法官约翰·卡文迪许被另一位女性领导人凯瑟琳·格曼（Katherine Gamen）处决。
培斯大学的英文副教授塞维亚·费德里科（Sylvia Federico）认为女性通常拥有较大的动力去参与起义，特别是这种类型的起义。她们所做的事情和男性一样：她们在反对政府时的暴力程度相比男性而言只会高不会低。女性有充分的理由想要参与起义和担当领导角色。1380年的人头税对于已婚女性更为苛刻。因此，毫无意外，女性在起义过程中暴力程度不会逊色于男性。她们一些极度暴力行为展示了对于当时政府日益增长的仇恨。

### 欧洲文艺复兴时期

#### 女性受限

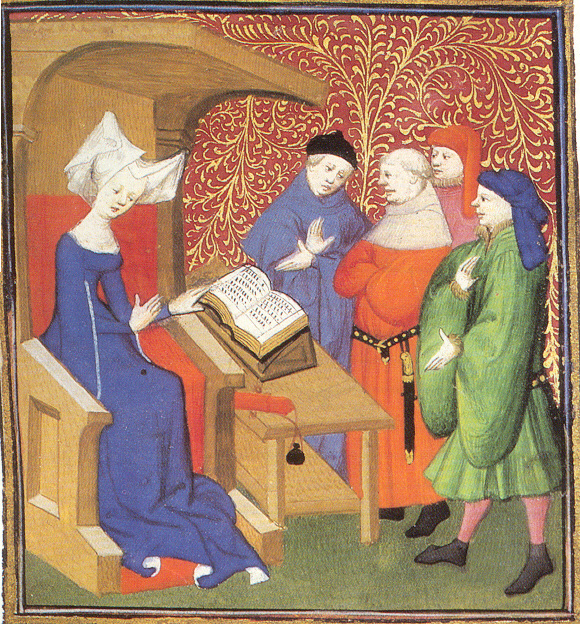
克里斯蒂娜·德·皮桑 给男性讲学。

文艺复兴之初，女性的角色和社会价值仅限于传宗接代。 这一性别角色决定了女性的身份和生命的意义。苏格拉底这样一位对于文艺复兴时期人文主义者知名的智慧之爱的先贤也曾说过，他忍受自己第一位妻子赞佩拉的理由是因为她生了他的孩子，就如同忍受鹅的声音一样，只因为鹅能够下蛋和生出小鹅。 这一比喻加深了女性的角色就是传宗接代这一观念。
到了 文艺复兴时期 ，婚姻决定了一个女人的角色：一个女人是谁取决于她嫁给了谁。出嫁之前是父亲的财产。除了由丈夫和父亲所给予的权力之外，女人几乎没有权力。一个女人要贞洁、顺从、温柔、缄默。 威廉·莎士比亚1593年所著的的驯悍记中,凯瑟琳娜因顽固不化而无法嫁人，和她个性温和的妹妹琵央加形成了鲜明的对比。凯瑟琳娜被视为一个顽固的泼妇，需要驯化变得服从。经过驯化之后，当皮特鲁桥召唤凯瑟琳娜时，她就像一条狗一样来到他身边。她的服从受到了赞赏，并且被当作了一个正常女人。

#### "女巫文学"
从 女巫之槌开始，文艺复兴时期的欧洲开始有了许多关于女巫的论著，讲述了女巫的本质、特点、发现、起诉和惩罚女巫的方式。 这加深了女性是道德败坏的戴罪之人这一观点，并且加强了对女性的限制。

#### 倡导女性接受教育
但是并非所有人都认同对于女性的负面观点以及施加于女性的限制。西蒙·德·波娃称克里斯蒂娜·德·皮桑在15世纪之交写出了《给爱之上帝的书信》是“我们第一次见女性拿起笔来捍卫自己的性别”。 阿格里帕·冯·内特斯海姆所写的《女性比男性的优越之处》体现了男性早期所倡导的女性优越地位。
欧洲历史上第一位女性大使阿拉贡的凯瑟琳，受到胡安·路易斯·维维斯的一本书的思想影响，维维斯在此书中认为女性也有受教育的权力，因而凯瑟琳作为亨利八世的皇后期间鼓励英格兰女性接受教育并且普及女性教育。
虽然贵族妇女有更多的机会接受教育，但底层阶级的女性也不是没有这个机会。文艺复兴时期，有一位名为玛格丽特（Margherita）的女人在30岁左右学习阅读和写作，因而在她和她丈夫的书信往来间不需要别人插手。  尽管玛格丽特挑战了性别角色传统，但是她识字读书并不是为了变成一个有智慧的人，而是为了能够直接和自己的丈夫沟通交流。

#### 现代欧洲早期受过教育的女性
受过教育的女性通常都取得了学习上的好成绩并且为女性以及她们的权力辩护而写作，比如16世纪的威尼斯作家莫德拉塔·丰特。画家 索福尼斯巴·安圭索拉 (c。 1532-1625)出生于一个克的知识分子家庭。她和家里的姐妹都接受了男性标准的教育，五个人当中有四人成为了职业画家。索福尼斯巴受到西班牙国王 腓力二世 (西班牙)的赏识成为了宫廷画家，是姐妹中最成功的一个。

#### 宗教改革
改革是女性权利和教育发展的里程碑。基督新教教义 主张信徒的和上帝直接交流，每个人（包括女性）都需要阅读圣经和其他经书，因此基督新教开始设立男孩和女孩共同接受基础教育的学校。 新教徒不再认为女人软弱也不再视她们为邪恶的罪人，而是认为她们接受教育是为了成为合格的妻子。

### 十七世纪

#### 非英国国教主义、保护国和王朝复辟
米歇爾·德·蒙田的最后一任爱人玛丽·德·古纳在蒙田死后编辑了隨筆集的第三版。她也写了两篇女性主义文章：《男女平等》（1622）和《女士的怨恨》（1626）。1673年，浦兰·德·拉巴尔（François Poullain de la Barre ）写了《论两性平等》。
十七世纪时，许多异教得到了发展，貴格會就是其中之一。 相比当时的其他教派，贵格会让女性拥有更多表达的自由。在法国和英格兰，女性主义观点被视为异端而非正派，比如瓦勒度派和卡特里派。
17世纪的法国出现了许多 沙龍 (聚會) 是一个由女性组织并作为艺术家参与的上层知识分子集会。 但是尽管女性有资格参与集会，只能躲在幕后写着不会发表的东西。 除了在沙龙里有限的职责，让-雅克·卢梭 认为她们是“男性自然主导地位的一个威胁”。
玛丽·阿斯特尔通常被认为是“第一位英国女性主义作家”，虽然这一称号忽视了先于她的安娜·玛丽亚·凡·舒尔曼、巴特苏阿·马金等其他女性主义作家。玛丽·阿斯特尔毫无疑问是最早英语女性主义作家之一，她的解读至今有用，并且她为女性设立专门教育机构这点成就超越了其他作家。阿斯特尔与阿芙拉·贝恩一同为17世纪的女性主义理论奠定了基础。
社会价值的自由化和英国王政复辟时期 的世俗化为一直以来致力于推动艺术的女性提供了新机遇。但是包括凯瑟琳·特罗特尔·科伯恩、玛丽·曼利和马丽皮克斯在内的女性戏剧家遭受到了阻碍。 成就最为突出的则是 阿芙拉·贝恩，她是第一个成为职业作家、小说家、戏剧作家和政治宣传写作的英国女性。 尽管贝恩经常受到18世纪作家亨利·菲尔丁 和 塞繆爾·理查森的诋毁，他们称她“不像女人”。直到20世纪，贝恩才收到更多读者的接纳和批评家的宽容。增益更广泛的读者和关键的接受。 弗吉尼亚·伍尔夫称赞贝恩：“所有女性都应当在阿芙拉·贝恩的墓前献上花束…正是贝恩让女性有了表达想法的权利。”

## 参看
- 女性主義歷史
- 克里斯蒂娜·德·皮桑